# 금창동
금창동(金昌洞)은 인천광역시 동구에 위치한 행정동이다. 금창동은 남구와 중구를 인접하고 있고 도원역이 위치해 있어 교통이 편리하며 인천세무서, 창영초등학교 외 3개교와 고서적 거리, 완구 문구 도매상가 및 배다리 공예 상가가 위치해 있다. 또한 인천광역시 지정 유형문화재인 창영초등학교(구)교사(제16호), 인천기독교 사회복지관(제18호)가 있는 문화와 전통이 있는 지역이다.

## 역사
금곡동(金谷洞)은 1921년 금곡정(金谷町)으로 발족되어, 1946년 금곡1, 2동으로 개칭되고, 1952년 창영동(昌榮洞)과 금곡동으로 분동되었으며 1955년 창영, 금곡, 숭의3동으로 분동, 1968년 분청신설로 금곡1, 2동으로 개칭되었다. 그리고 1977년 인천시 동구 금곡동으로 되었다가 1981년 인천직할시 동구 금곡동으로 개편되었다. 창영동은 1946년 인천부 창영정이 창영동으로 개칭되었으며, 1952년 창영, 금곡1, 2동이 창영, 금곡동으로 분동되고, 1955년 창영, 금곡, 숭의3동을 통합했고, 1957년 창영, 금곡, 숭의3동으로 분동하였다. 1981년 인천직할시 동구 창영동으로 개칭하였다 가 인구감소로 1985년 9월 19일 금곡동과 통합, 금창동으로 개칭하여 오늘에 이르고 있다.

## 법정동
- 금곡동(金谷洞)
- 창영동(昌榮洞)

## 교육
- 창영초등학교
- 영화초등학교
- 영화여자상업고등학교

## 문화
- 십정시장

## 교통
- 도원역